# Soi Samran Rat
Soi Samran Rat (Thai: ซอย สำราญราษฎร์) is een straat in de wijk Samran Rat in het centrum van de Thaise hoofdstad Bangkok. De straat loopt van Thanon Maha Chai naar Thanon Siri Phong en heeft een totale lengte van 270 meter. Soi Samran Rat is een eenrichtingsweg en het verkeer is daardoor alleen toegestaan de straat via het oosten in te rijden.
Aan Soi Samran Rat bevinden zich vooral woningen, winkels en kleinere horecagelegenheden, waaronder het openluchtrestaurant Raan Jay Fai, dat werd genoemd in een artikel over eten op straat in Bangkok van The New York Times. Ook liggen aan de straat enkele ingangen van een tempel, genaamd Wat Thep Thidaram. Deze tempel ligt echter aan de Thanon Maha Chai.